# Vladimír Mazánek
Vladimír Mazánek (* 22. března 1961) je bývalý český fotbalista.

## Fotbalová kariéra
V československé lize hrál za Bohemians Praha. Vítěz Československého poháru 1982. Dorostenecký reprezentant Československa.

## Ligová bilance
| Ročník                                   | Zápasy | Góly | Klub            |
| ---------------------------------------- | ------ | ---- | --------------- |
| 1. československá fotbalová liga 1977/78 | 4      | 0    | Bohemians Praha |
| 1. československá fotbalová liga 1981/82 | 1      | 0    | Bohemians Praha |
| CELKEM                                   | 5      | 0    |                 |